# Michael Greyeyes
Michael Greyeyes est un acteur et réalisateur canadien autochtone né le 4 juin 1967 dans la Saskatchewan, une des provinces des Prairies canadiennes.

## Biographie
Son père est originaire de la Première Nation de Muskeg Lake et sa mère est de la Première Nation de Sweetgrass, toutes deux situées en Saskatchewan.

## Filmographie

### Cinéma
- 1995 : Dance Me Outside  : Gooch
- 1995 : Rude : Spirit Dancer
- 1996 : A Nation is Coming (court métrage)
- 1997 : Stolen Woman : Captured Heart : Tokalah
- 1998 : Tempête de feu : Andy
- 1998 : Phoenix Arizona (Smoke Signals) : Junior Polatkin
- 1998 : Le Dernier Templier : Grey Eagle
- 2000 : Dis maman, comment on fait les bébés ? : Hank Elkrunner
- 2002 : The Robbery : Dale
- 2002 : Sunshine State : Billy Trucks
- 2003 : Dreamkeeper  : Thunder Spirit
- 2004 : The Reawakening : Robert Doctor
- 2005 : Le Nouveau Monde (The New World) : Rupwew
- 2008 : La Bataille de Passchendaele (Passchendaele) : Highway
- 2008 : The Dreaming : Spirit
- 2013 : Jimmy P. (Psychothérapie d'un Indien des Plaines) : Allan
- 2017 : Woman Walks Ahead : Sitting Bull
- 2021 : Wild Indian  : Makwa
- 2021 : Wildhood : Smokey
- 2022 : Firestarter : John Rainbird
- 2023 : The King Tide (en) : Marlon

### Télévision
- 1997 : Sœurs de cœur  : Tarantula
- 2001 : Charmed, épisode 3.14  : Bo Lightfeather
- 2017 : Fear the Walking Dead : Qaletaqa Walker (10 épisodes
- 2019 : V Wars : Jimmy Saint
- 2020 : I Know This Much Is True : Ralph Drinkwater